# Стацано
Стацано (итал. Stazzano) је насеље у Италији у округу Алесандрија, региону Пијемонт.
Према процени из 2011. у насељу је живело 2021 становника. Насеље се налази на надморској висини од 221 м.

## Становништво
Према резултатима пописа становништва 2011. у општини је живело 2.425 становника.
| 1936. | 1951. | 1961. | 1971. | 1981. | 1991. | 2001. | 2011. |
| ----- | ----- | ----- | ----- | ----- | ----- | ----- | ----- |
| 2.073 | 2.010 | 1.965 | 1.836 | 1.997 | 1.987 | 2.108 | 2.425 |